# Apanteles pilosus
Apanteles pilosus är en stekelart som beskrevs av Telenga 1955. Apanteles pilosus ingår i släktet Apanteles och familjen bracksteklar. Inga underarter finns listade i Catalogue of Life.